# باواریا (نوشیدنی)

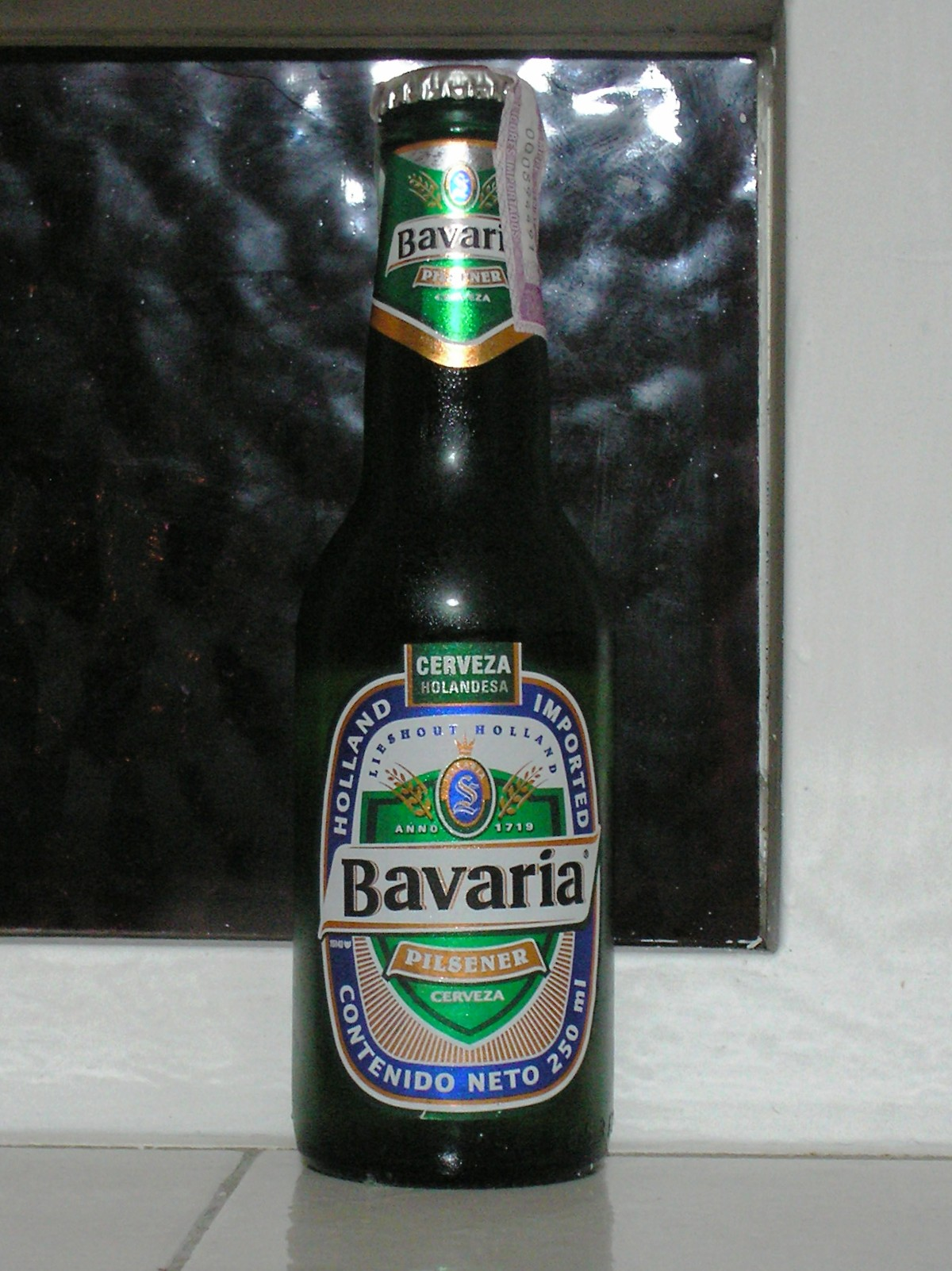
یک بطری آبجو باواریا

باواریا، (به انگلیسی: Bavaria) شرکت نوشیدنی هلندی و از معروفترین برندهای آبجو در جهان است. آبجوسازی باواریا با تولیدی بالغ بر ۵۰۰ میلیون لیتر در سال، دومین آبجوسازی بزرگ هلند بشمار می‌آید.
شرکت باواریا در سال ۱۶۸۰ در شهر لیسهاوت بنیان گذاشته شد.

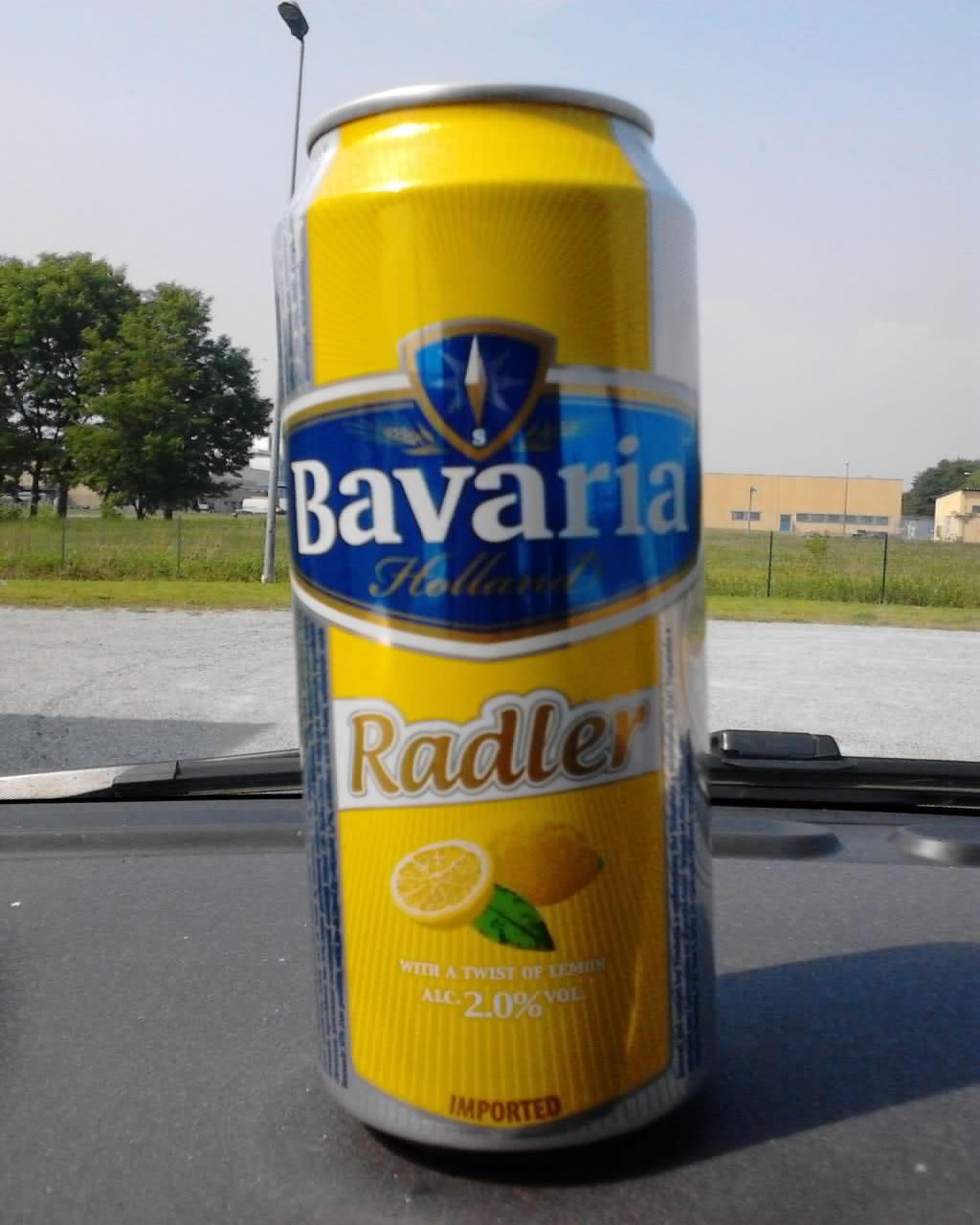
یک قوطی آبجو باواریا